# Cäsar Thierfelder
Cäsar Thierfelder (* 1886; † 1950) war ein deutscher Gewerkschaftsfunktionär, Widerstandskämpfer gegen den Nationalsozialismus, Häftling im KZ Buchenwald, Parteifunktionär (SPD/SED) und Verlagsgeschäftsführer.

## Leben
Thierfelder stammte aus Thüringen und erlernte nach dem Besuch der Volksschule einen Beruf im Bekleidungsgewerbe. Später lebte er in Berlin. Er trat in die Gewerkschaft ein und wurde während der Weimarer Republik Leitungsmitglied im Bekleidungsarbeiterverband.
Nach der Machtübertragung an die NSDAP gehörte er zu den ehemaligen Gewerkschaftsfunktionären, die sich am illegalen Widerstand gegen das NS-Regime beteiligten. Weil er sich in der Arbeit der Volksfrontgruppe von Hermann Brill betätigt hatte, wurde er 1936 verhaftet und zu mehreren Jahren Zuchthaus verurteilt. Den Angaben Steffen Kachels zufolge, wurde er nach Verbüßung der Strafhaft im KZ Buchenwald interniert und gehörte angeblich auch zu den Unterzeichnern des Manifests demokratischer Sozialisten.
Nach der Befreiung vom Nationalsozialismus engagierte sich Thierfelder im Bund demokratischer Sozialisten (BDS) und in der Sozialdemokratischen Partei Deutschlands (SPD). Er wurde Mitglied des Thüringer Landesvorstands der SPD und durch die Zwangsvereinigung von SPD und KPD Mitglied der Sozialistischen Einheitspartei Deutschlands (SED). Von 1946 bis 1949 führte er als Geschäftsführer den Thüringer Volksverlag und übernahm die Leitung der Thüringer SED-Vermögensgesellschaft Aktiva. Nachdem Thierfelder sich in einem Brief an Otto Grotewohl über Bespitzelung und Gängelung durch die SMAD und ehemalige KPD-Mitglieder in der Partei beschwert hatte, wurde er als Geschäftsführer abgelöst und in Rente geschickt.